# Комсомол
Комсомол е популярно съкратено название на комунистическото младежко движение. Идва от руското название на „Всесъюзния Ленински комунистически младежки съюз“ (на руски: „Всесоюзный ленинский коммунисти́ческий сою́з молодёжи“ (ВЛКСМ)). Възрастта на членовете му е между 14 и 28 години, но за тези на ръководни длъжности, може да бъде и над 30. Както всяко партийно младежко подразделение, те следват и доразвиват принципите на Комунистическата партия на Съветския съюз – партията с пълен монопол в СССР от 1922 до 1991 г.

## Комсомолът в България
Комсомолът в България е приемник на редица младежки организации преди него. Най-напред е създаден Съюз на работническата социалдемократическа младеж през 1912 г. Следват Българският комунистически младежки съюз (БКМС), Работнически младежки съюз (РМС) и Българският общ народен студентски съюз (БОНСС).
През 1947 г. е създаден Съюзът на народната младеж, който през 1949 г., след смъртта на Георги Димитров, е преименуван на Димитровски, а от 1958 г. думата народен е заменена с комунистически. Така се ражда Димитровският комунистически младежки съюз, известен като ДКМС или с разговорното си име за кратко Комсомол. Членството в него е задължително. Той се саморазпуска и престава да съществува през 1990 г. след падането на Тодор Живков.
След политическите промени понятието „комсомолец“ може да се срещне като пренебрежително или пейоративно описание на човек, който сляпо вярва и се подчинява на предписанията на по-висшестоящи хора и авторитети, лишен е от способността да мисли самостоятелно, а очаква заповеди и директиви отгоре, като ги изпълнява стриктно и педантично без да проявява никакво творчество или индивидуален стил. В този си контекст, понятието комсомолец няма нищо общо със самата организация, а отразява по-скоро манталитет, характер и светоглед.

## Комсомолски организации в социалистическите страни
- Димитровски комунистически младежки съюз
- Всесъюзен Ленински комунистически съюз на младежта
- Комунистическа лига на младежите в Китай
- Съюз на свободната немска младеж